# تکیه برنجی

### پیشینه
تکیه برنجی مربوط به اواخر دوره قاجار است.

### معماری
بنای تکیه در دو طبقه که در دو طرف حیات تکیه به صورت قرینه واقع شده اند در طبقه زیرین اتاق هایی قرار داشت که مخصوص سرایدار، آشپزخانه، سفره خانه، آبدارخانه،قلیان خانه و.. بوده است، پلکانهای سالن مردانه از وسط حیات به ایوان بالا متصل و زیر آن آب انباری وجود داشت که برای مصرف اهل محل احداث گردیده بود ، اما در حال حاضر پله ها به دو طرف ایوان انتقال یافته اند، سر در تکیه به صورت قدیمی باقی مانده که از لحاظ معماری حائز اهمیت است ورودی تکیه شامل سه دالان قوسی شکل می باشد که دو دالان کوچک در طرفین یک دالان بزرگ واقع گردیده اند سقف دالان بزرگ از لحاظ معماری مورد توجه است قسمت جنوبی تکیه هم اکنون بعنوان موزه آب  شاهرود مورد استفاده قرار گرفته است

### آدرس
در شاهرود، خیابان مصلی، روبروی مسجد مصلی شاهرود  واقع شده است

### ثبت آثار ملی
این اثر در تاریخ ۳۰ تیر ۱۳۸۴ با شمارهٔ ثبت ۱۲۲۶۷ به‌عنوان یکی از آثار ملی ایران به ثبت رسیده است.